# Lucien Banville d'Hostel
Arsène Lucien Banville dit Lucien Banville d'Hostel est un poète français né le 16 décembre 1877 à Rouen et mort le 8 juin 1956 à Herblay.

## Biographie
Aristocrate normand, il participe au mouvement d'Action d'Art dit « Mouvement Visionnaire », et à la revue qui en est l'organe, La Foire aux Chimères (fin 1907-1908), avec Gabriel-Tristan Franconi, Roger Dévigne (alias George-Hector mai), André Colomer, Gérard de Lacaze-Duthiers, Fernand Locsen, Célestin Manalt, André de Székély, Bernard Marcotte et bien d'autres. Il habite alors 7 quai Voltaire (Paris).
Il voyage beaucoup en Europe : en Angleterre, Allemagne, Belgique, Grèce, Italie.
Il collabore à des périodiques anarchistes, comme L’Idée libre, l'Action d'Art (avec André Colomer), Avenir international, le Réveil de l'esclave, L’En-dehors (qui parait de 1922 à 1939), Le Semeur de Normandie, La Houle, Le Réfractaire, La Revue anarchiste, La Société humaine.
Il fonde le Syndicat des Écrivains, et la revue Esope (organe de la Fédération Internationale des Arts, des Lettres et des Sciences).
Quelques-uns de ses poèmes philosophiques sont : L'Élu, Épitaphe froide, La Ballade du pauvre incompris, Le Saint, La Carmélite.

## Pour approfondir

### Notices
- René Bianco, 100 ans de presse anarchiste : notice.
- Fédération internationale des centres d'études et de documentation libertaires : bibliographie.
- Centre International de Recherches sur l'Anarchisme (Lausanne) : notice.